# Leszczyny (Biały Dunajec)
Leszczyny – przysiółek wsi Biały Dunajec w Polsce, położony w województwie małopolskim, w powiecie tatrzańskim, w gminie Biały Dunajec.
W latach 1975–1998 przysiółek administracyjnie należał do województwa nowosądeckiego.